# Syndicalisme
Syndicalisme (van "syndicaat", een ander woord voor vakbond) is een politieke en economische ideologie die streeft naar een samenleving waarin alle productie en distributie in vakbonden wordt georganiseerd. De ethische basis van het idee is dat alle deelnemers in iedere georganiseerde beroepsrichting onderling de productie besturen. Daarom profiteert iedereen binnen dat vakgebied in dezelfde mate van de opbrengsten ervan, onafhankelijk van taak of positie.
In Belgisch Nederlands betekent syndicalisme gewoon de vakbeweging tout court. Daarom zet men er voor de duidelijkheid vaak 'revolutionair' voor, zodat het duidelijk is dat het gaat om een specifieke soort vakbewegingsideologie. Daar zijn dan varianten in: het Franse syndicalisme en het (expliciet anarchistische) anarchosyndicalisme. In het Engels bestaan nog meer varianten, zoals: revolutionary industrialism, revolutionary unionism, councilism, counciliarism en one big unionism. Syndicalisme zonder iets ervoor verwijst in het Nederlands overigens meestal specifiek naar de Franse variant van het revolutionair syndicalisme.

## Geschiedenis
In 1888 werd de Bourse du Travail opgericht in Parijs. De Bourse was een arbeidsbureau dat werklozen en oningehuurde werkkrachten aan werk hielp. De Bourse werd bestuurd door een federatie van lokale vakbonden. Na Parijs werden ook in andere steden zulke Bourses du Travail opgericht met steun van de possibilisten. De Bourses kwamen in handen van radicale socialistische vakbondslieden die tegen het marxisme waren. In 1892 verenigden de Bourses zich in een nationale federatie genaamd Federation des Bourses du Travail. In 1895 veranderde ze haar naam in Confédération générale du travail (CGT) met in 1895 ongeveer 420.000 leden. Het revolutionair syndicalisme streeft naar het uitroepen van een algemene staking waarin de arbeiders direct de macht in bedrijven zouden overnemen en een vorm van arbeiderszelfbestuur zouden invoeren. Belangrijke denkers in de begintijd van het revolutionair syndicalisme waren Fernand Pelloutier, Victor Griffuelhes en Hubert Lagardelle. Toen Pelloutier overging naar het anarchisme, ontstond de anarchistische vleugel van het revolutionair syndicalisme, namelijk het anarchosyndicalisme.
Pelloutier vond dat de arbeidersklasse een revolutie moest ontketenen door een algemene staking te beginnen. Zijn visie op de syndicalistische maatschappij was gebaseerd op het collectief-anarchisme van Michail Bakoenin, met het verschil dat de federale structuur werd gevormd door vakbondsorganen. Volgens Pelloutier moest iedere bedrijf bestuurd worden door diegenen die daar werken. Deze bedrijven onder arbeiderszelfbestuur vormen op lokaal niveau een federatie die de gemeenschap (commune) zou beheren. Bakoenin hield de mogelijkheid open dat de commune een zelfstandig karakter had, terwijl Pelloutier het vastpinde op dat de commune beheerd zou worden door een lokale vakbondsraad. In deze lokale federatieraad waren alle bedrijven onder arbeidersbestuur vertegenwoordigd door democratisch gekozen afgevaardigden die op ieder moment afgezet konden worden door hun kiezers. Daarnaast zou er ook een federatieraad gevormd worden per industrie. Pelloutier zag de vakbond als een school en strijdmiddel om een anarchosyndicalistische samenleving te krijgen. De vakbond moest de arbeidersklasse organiseren voor het verwezenlijken van directe verbeteringen door stakingen en onderhandelingen. Tegelijkertijd moest het een middel zijn om aan de arbeiders te leren hoe ze een bedrijf zouden moeten beheren.
Victor Griffuelhes en Hubert Lagardelle waren tegenstanders van het anarchisme. Zij wilden de bestaande overheid vervangen door een vakbondsstaat. Het verschil met Pelloutier was dat er meer centraal zou worden besloten en dat de afgevaardigden niet op iedere moment afzetbaar zouden zijn. In tegenstelling tot de anarchosyndicalisten stonden ze positief tegenover politieke partijen en zagen de politieke partijen als een hulpmiddel om arbeidswetgeving af te dwingen. Lagardelle vond dat de nieuwe overheid slechts door vakbonden verwezenlijkt kon worden doordat de vakbonden steeds meer taken van de bestaande regering overnamen. Lagardelle noemde het revolutionaire syndicalisme het “Socialisme van de Instituten”.
Een filosoof die aan het revolutionaire syndicalisme gebonden was, was Georges Sorel. Sorel was eerst een marxist, maar schreef in 1898 zijn eerste revolutionaire syndicalistische boek. Later werd hij monarchist om in 1917 een aanhanger van Vladimir Lenin en de bolsjewieken te worden.
Het anarchosyndicalisme was het meest invloedrijk in Spanje, waar in Catalonië in 1936 men dicht bij verwezenlijking van het revolutionaire ideaal is gekomen.

## Franse syndicalisten
- Fernand Pelloutier
- Victor Griffuelhes
- Hubert Lagardelle
- Georges Sorel

## Italiaanse syndicalisten
- Alceste De Ambris
- Michele Bianchi
- Arturo Labriola
- Agostino Lanzillo
- Robert Michels
- Francesco Mucci
- Sergio Panunzio
- Savino Pezzotta
- Bernardino Verro

## Spaanse syndicalisten
- Francisco Ascaso
- Buenaventura Durruti
- CNT (vakbond)
- José Antonio Primo de Rivera (nationaal-syndicalisme)
- Falange Española (nationaal-syndicalisme)
- Ramiro Ledesma Ramos (nationaal-syndicalisme)
- Juntas de Ofensiva Nacional-Sindicalista (nationaal-syndicalisme)
- Onésimo Redondo (nationaal-syndicalisme)
- Central Obrera Nacional-Sindicalista (nationaal-syndicalisme, tegenhanger CNT)

## Verwante onderwerpen
- Anarchisme
- Anarchosyndicalisme
- Industrial Workers of the World
- Radencommunisme
- Nationaal-Syndicalistische Beweging